# Лазоренко Олена Володимирівна
Олена Володимирівна Лазоренко (22.06.1943 — 22.08.2012) — український політолог і громадський діяч, доктор філософських наук, професор Київського університету. Основна сфера досліджень — теорія влади, концепція цілісної особистості, теорія лідерства.

## Біографія
Закінчила факультет журналістики Київського державного університету ім. Тараса Шевченка (1967).
У 1974 році здобула науковий ступінь кандидата філософських наук у цьому ж університеті. Докторську дисертацію з питань концепції всебічного розвитку особистості захистила у 1990 році в Інституті філософії Академії Наук СРСР.
У 1991—1996 роках — професор кафедри політичних наук Київського національного університету ім. Тараса Шевченка.
З 1997 року брала участь у науково-експертній діяльності з інформаційно-аналітичного та прогнозного супроводження рішень органів влади в сфері внутрішньої і зовнішньої політики.
У 1997—2001 — головний консультант Національного інституту стратегічних досліджень при Президентові України, у 2001—2012 проводила політологічні дослідження та консультації як незалежний політичний дослідник та експерт.
Проходила стажування у Московському державному університеті ім. М. Ломоносова (1980 рік), Інституті філософії АН СРСР (1987 рік), Інституті Кеннана у Вашингтоні (1996 рік).

## Академічна діяльність
У 1978 та 1980 роках її книги відзначались Почесною премією за найкращу публікацію року Міністерства вищої та середньої спеціальної освіти Української РСР, у 1994 праця «Теорія політології» одержала вищий грант всеукраїнського професійного конкурсу «Трансформація гуманітарної освіти в Україні» Міжнародного фонду «Відродження» (Джорджа Сороса).
Брала участь у більш ніж двохстах наукових конференціях, симпозіумах та семінарах, що проводились в Україні, Нідерландах, Росії, Австрії, Фінляндії.
Наприклад, вона виступала на наступних міжнародних конференціях: The Present Political Situation in Ukraine, Ukraine, 2001. Political projects: Russia &Ukraine, The First Convent, MGIMO, Ministry of Foreign Affairs, 2001. Urban Community Work in Europe, The Netherlands, 2002. Ukraine in the Modern World, Ukraine, 2002. The European Union: Its Internal, Regional and International Roles, Ireland, 2002. Identification's problems in Ukraine: people, economy, society, Ukraine, 2003. Intercultural Education, Finland, 2003. National Security of Ukraine, Ukraine, 2004. Strengthening Democracy and Governance: Women and Political Power, Salzburg Seminar, Austria, 2004. Fifteen years of post-soviet transformation, Ukraine, 2005. Development in Region's Dimension, Ukraine, 2006. The comparative democratization, Ukraine, 2007. The formulas of political orders -Ukraine and Russia: The past and the future of mutual influence, Ukraine, 2008.

## Громадська активність

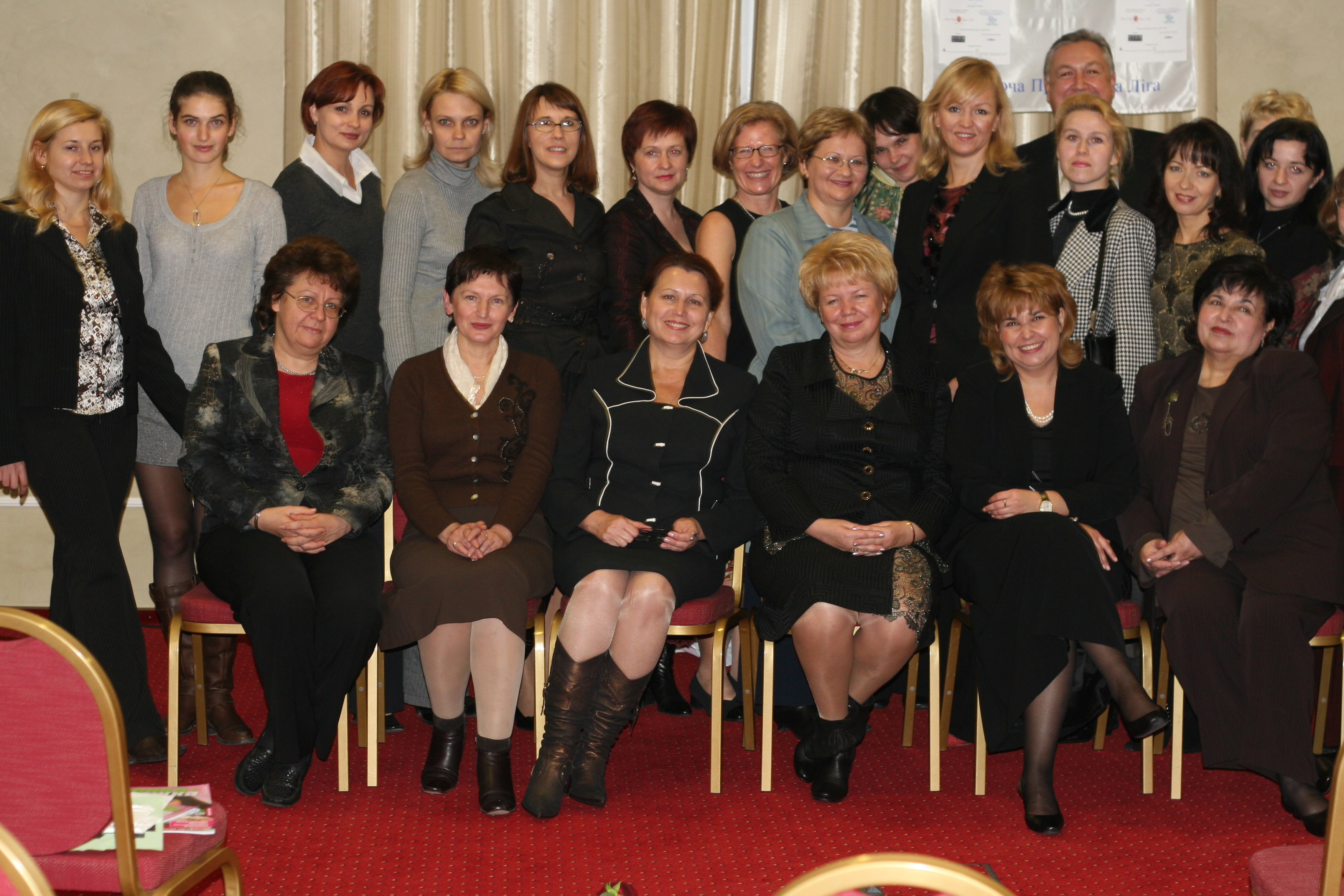
На зустрічі «Жіночої професійної ліги» (2010, Київ)

З 2002 року Олена Лазоренко, як незалежний дослідник політичних і соціальних процесів цілком зосередилась на співпраці з неурядовою експертною спільнотою, з якою розпочала співробітництво у 1997 році.
Керувала консультативною групою ГО «Жіноча професійна ліга» — організації, що належить до міжнародної коаліції КАРАТ (КАРАТ зосереджена на питаннях забезпечення соціально-економічних прав і інтересів жінок у регіонах Центральної і Східної Європи та Центральної Азії). Ліга також є підписантом Глобального Договору ООН
Була членом Міжуніверситетського консорціуму міжнародного соціального розвитку, Центральноєвропейської Академії для жінок бізнесу, випускниця «Зальзбургського семінару» у Австрії.
Співпрацювала з Радою Міжнародних Наукових Досліджень та Обмінів, а також з Київським офісом Інституту Кеннана при Міжнародному Центрі підтримки науковців імені Вудро Вілсона .
Вона була модератором та ключовим доповідачем багатьох його публічних заходів для українських випускників програм наукового стажування у США (конференцій, круглих столів, публічних дискусій), серед яких:
- 1999 — Конференція українських та російських випускників освітніх програм США, Київ: виступ на тему: „Розуміємо чи ми один одного? Напрями політичного розвитку України“ (рос. мова);
- 2001 — Конференція на тему: Розвиток України у регіональній перспектив» — Харків, де була доповідь «Центр і регіони у політичному просторі України» ;
- 2003 — Конференція на тему: Україна — проблема ідентичності: людина, економіка суспільство, Львів — доповідь «Політична ідентифікація і політична влада в сьогоденній Україні: ілюзії та горизонти нових очікувань»;
- 2003 — Конференція на тему: Україна в сучасному світі — Ялта-Київ, — тут відбулася дискусія та виступ на тему «Переструктуризація владно-політичних команд України: осінь 2002»;
- 2004 — Конференція на тему: Національна безпека України, Київ — доповідь на тему: «Національна відповідальність як операційна дилема міжнародного співтовариства».

## Основні праці
Загалом у світ вийшло понад 250 публікацій Олени Лазоренко, серед яких брошури, статті, 10 книг.
Основні монографії :
- Лазоренко О. В. Влада в Україні. Нетривіальний політичний аналіз для можновладців і тих, хто хоче ними бути — К. : Вища школа, 1999. — 77 с.
- Лазоренко О. В. , Лазоренко О. О. Теорія політології для тих, хто прагне. — К. : Вища школа, 1996—176 с.
- Лазоренко Е. В. Всестороннее развитие личности. — К.: Вища школа, 1980. −167с.
- Лазоренко Е. В., Надольный И. Ф. Социализм и личность. — К. : Вища школа, 1976. −206с.
- Лазоренко Е. В. Роль искусства в формировании человека // Духовная культура: некоторые вопросы истории, теории, практики — Дебрецен, 1980.

Професор Лазоренко зокрема є авторкою ряду публікацій наукового журналу «Агора», що видається Київським офісом Інституту Кеннана при Міжнародному Центрі підтримки науковців імені Вудро Вільсона у друкованому вигляді та он-лайн
Наприклад, їх належить наступні статті:
- Лазоренко О. Чи відбудеться повернення українського суспільства у політику? // Наука без кордонів. — 2012. — Вип. 11[10].
- Лазоренко О. Формули сучасного політичного порядку: Україна та Росія — 2009. — Вип. 8[11].
- Лазоренко О. Поточна специфіка «порівняльної демократизації» та «синдром вигорання». — 2007. — Вип. 6[12].

## Родина
• Донька — Лазоренко Олена Олександрівна (мешкає у м. Києві, Україна) кандидат філософських наук, старший науковий співробітник Національної Академії Наук України, громадський діяч та експерт у царинах соціально-філософських, освітніх, культурних, гендерних і підприємницьких досліджень та консалтингу. У 1996 році вона, як молодий український науковець, виграла індивідуальний грант на наукове стажування у США, що проходило в університеті Дюка (Duke University).
• Чоловік — Лазоренко Олександр Миколайович, фахівець у сфери цінних паперів та захисту інтелектуальної власності.

## Думки
"В нашому, переважно аматорському політичному середовищі Україні має сенс повторити вслід за французьким філософом Рене Декартом: «Визначайте значенні слів, і й ви позбавите світ від половини його помилок» (1999 р.).

«В Україні, згідно з нормами політичної науки, політичний режим залишається авторитарним. Водночас, сутнісні позитивні зміни — з точки зору політичної організації суспільства — відбулися. Річ в тому, що у рамках авторитарного режиму відбулася еволюція від тоталітаризму (котрий розглядається як одна з форм авторитаризму) к іншій його формі — конституційно-ліберальній. Отже, в Україні — конституційно-ліберальна форма авторитарного політичного режиму» (1999 р.).
Характеризуючи українсько-російські відносини зазначала, що «Україна обережно позиціює стан своєї політичної системи як демократичний. Росія власний політичний порядок асоціює з імперським федералізмом як експансію суверенітету» (2008 р.).
"…обрана модель стартового розвитку країни — «пріоритет економіки над політикою» — та її реалізація призвели до того, що демократія, якою її знають пересічні українці, була перетворена на товар, яким мали можливість скористатися лише …"обрані" групи економічних інтересів. Така демократія втратила в Україні соціальну підтримку" (2012 р.).